# قرائن ملوك بريطانيا
للبحث عن قائمة أقران لـ ممالك السابقة انظر هنا:قرائن ملوك إنجلترا؛ قرائن ملوك اسكتلندا؛ أقران إيرلنديين.
القرينة الملكية هي زوجة الملك/الملكة منذ توحيد المملكتين إنجلترا واسكتلندا في 1707 حتى الآن.

## التاريخ
منذ تأسيس مملكة بريطانيا العظمى في 1707 والمملكة المتحدة لبريطانيا العظمى وايرلندا الشمالية كان هناك عشرة أقران ملكيون، أصبحت الملكات بين عامي 1727 و1814 كذلك ناخبات هانوفر، بعد أن كان أزواجهن ناخبو هانوفر، وبين عامي 1814 حتى 1837 أصبحن ملكات هانوفر، بعد ارتقى الانتخابية إلى مملكة ودخلت في اتحاد شخصي مع المملكة المتحدة حتى 1837 بعد وصول الملكة فيكتوريا إلى العرش، بحيث كان القوانين هناك تمنع ورثة إناث للعرش (القانون السالي) مع وجود الذكور على قيد الحياة (في المملكة المتحدة استغرق أسبقية الذكور على الإناث حتى قانون ولي العهد في 2013 التي أزلت ورثة الابن البكر)، ومع الحرب البروسية النمساوية عام 1866 ضمت هانوفر إلى بروسيا وأصبحت مقاطعة هانوفر حتى 1946.

## الاستثناءات
ليست كل زوجات الملوك أصبحن ملكات، لأنهن قد لقين حتفهن أو افترقن بالطلاق، أو تزوجهن الملك بعد تنازله عن العرش؛ وتشمل هذه الحالات:-
- صوفيا دوروثيا من تسيليه، زوجة جورج الأول ملك بريطانيا العظمى (باعتباره وريثاً لـ ناخب هانوفر)، تزوجها في 22 نوفمبر 1682، طُلقت 28 ديسمبر 1694، وتوفيت 13 نوفمبر 1726.
- ماريا فيتزهربرت، زوجة جورج الرابع ملك المملكة المتحدة (باعتباره أمير ويلز)، تزوجوا في 1785، ولكن الزواج أصبح لاغياً، توفيت في 1837.
- واليس وارفيلد سيمبسون، زوجة إدوارد الثامن (كـ دوق وندسور) تزوجها في 1937، بعد تنازله عن العرش، توفيت في 1974.

ومن الحالات النادرة أيضا كارولين من برونزويك التي انفصلت عن زوجها جورج الرابع قبل وصوله إلى العرش، على الرغم من اعتبارها الملكة في القانون، إلا أنها لم تشغل آية منصب في البلاط، وأيضا مُنعت بالقوة من حضور التتويج جورج الرابع، مما أدى إلى غضب شعبي.
ومع صعود تشارلز الثالث إلى العرش، أصبحت زوجته الثانية كاميلا دوقة كورنوال تلقائياً القرينة الملكية، وكانت تعتبر قبل ذلك الأميرة القرينة.
جميع الأزواج الملكيين العشرة من النساء ما عدا ثلاثة من الذكور:
- الأمير جورج من الدنمارك والنرويج، زوج الملكة آن، أصبح دوق كمبرلاند في 1689 قبل سنوات من آن تصبح زوجته الملكة.
- الأمير ألبرت من ساكس-كوبرغ وغوتا، زوج الملكة فيكتوريا، أصبح أمير الزوج كان لقباً متميزاً، اقترح منذ البداية أن يصبح ملك، ولكن قرار جاء ضد الحكومة.
- الأمير فيليب من اليونان والدنمارك، زوج الملكة إليزابيث الثانية، أصبح دوق إدنبرة في 1947، وفي 1957 أصبح أمير المملكة المتحدة.

منذ 1707 وحتى الآن يعتبروا جورج الأول وإدوارد الثامن لهما الوحيدين عُزاب طوال فترة عهدهما.

## أقران المملكة

### أسرة ستيوارت
| الصورة | الشعار | الاسم                            | الوالدين                                                                          | الميلاد      | الزواج        | أصبح القرين                       | تتويج    | توقف عن استخدام | الوفاة         | مكان الدفن     | الزوجة |
| ------ | ------ | -------------------------------- | --------------------------------------------------------------------------------- | ------------ | ------------- | --------------------------------- | -------- | --------------- | -------------- | -------------- | ------ |
|        |        | الأمير جورج من الدنمارك والنرويج | الأب: فريدريك الثالث ملك الدنمارك والنرويج الأم: صوفي أمالي من براونشفايغ-لونبورغ | 2 أبريل 1653 | 28 يوليو 1683 | 1 مايو 1707 إنشاء المملكة المتحدة | غير متوج | 28 أكتوبر 1708  | 28 أكتوبر 1708 | كنيسة وستمنستر | آن     |

### بيت هانوفر
| الصورة | شعار | الأسم                                    | الوالدين                                                                                             | الميلاد       | الزواج         | أصبح(ت) قرين (ة)         | تتويج          | توقف عن استخدام          | الوفاة         | مكان الدفن                        | الزوج         |
| ------ | ---- | ---------------------------------------- | --- | ------------- | -------------- | ------------------------ | -------------- | ------------------------ | -------------- | --------------------------------- | ------------- |
|        |      | المرغريفية كارولين من براندنبورغ-أنسباخ  | الأب: يوهان فريدرخ مارغريف-براندنبورغ-أنسباخ الأم: إليونور إردموث من ساكس-إيزنباخ                    | 1 مارس 1683   | 22 أغسطس 1705  | 11 يونيو 1727 صعود الزوج | 11 أكتوبر 1727 | 20 نوفمبر 1737           | 20 نوفمبر 1737 | كنيسة وستمنستر                    | جورج الثاني   |
|        |      | الدوقة صوفيا شارلوت من مكلنبورغ-ستريليتس | الأب: كارل لودفيغ فريدرخ من مكلنبورغ-ستريليتس أمير ميرو الأم: إليزابيث ألبرتين من ساكس-هيلدبورغهاوزن | 19 مايو 1744  | 8 سبتمبر 1761  | 8 سبتمبر 1761            | 22 سبتمبر 1761 | 17 نوفمبر 1818           | 17 نوفمبر 1818 | كنيسة القديس جورج                 | جورج الثالث   |
|        |      | كارولين من برونزويك-فولفنبوتل            | الأب: كارل فيلهلم فرديناند دوق براونشفايغ-فولفنبوتل الأم: الأميرة أوغستا من بريطانيا العظمى          | 17 مايو 1768  | 8 أبريل 1795   | 29 يناير 1820 صعود الزوج | غير متوجة      | 7 أغسطس 1821             | 7 أغسطس 1821   | كاتدرائية برونزويك                | جورج الرابع   |
|        |      | الأميرة أديلايد من ساكس-ماينينغن         | الأب: غيورغ الأول دوق ساكس-ماينينغن الأم: لويز إليونور من هوهنلوه-لانغنبورغ                          | 13 أغسطس 1792 | 13 يوليو 1818  | 26 يونيو 1830 صعود الزوج | 8 سبتمبر 1831  | 20 يونيو 1837 وفاة الزوج | 2 ديسمبر 1849  | كنيسة القديس جورج                 | ويليام الرابع |
|        |      | الأمير ألبرت من ساكس-كوبرغ وغوتا         | الأب: إرنست الأول دوق ساكس-كوبرغ وغوتا الأم: لويز من ساكس-غوتا-ألتنبورغ                              | 26 أغسطس 1819 | 10 فبراير 1840 | 10 فبراير 1840           | غير متوج       | 14 ديسمبر 1861           | 14 ديسمبر 1861 | كنيسة القديس جورج ثم ضريح فروغمور | فيكتوريا      |

### بيت ساكس-كوبرغ وغوتا، لاحقاً بيت ويندسور في 1917
| الصورة | الشعار | الأسم                             | الوالدين                                                                              | الميلاد       | الزواج         | أصبح(ت) القرين(ة)         | تتويج         | توقف عن استخدام          | الوفاة         | مكان الدفن        | الزوج            |
| ------ | ------ | --------------------------------- | ------------------------------------------------------------------------------------- | ------------- | -------------- | ------------------------- | ------------- | ------------------------ | -------------- | ----------------- | ---------------- |
|        |        | الأميرة ألكساندرا من الدنمارك     | الأب: كريستيان التاسع ملك الدنمارك الأم: لويز من هسن-كاسل                             | 1 ديسمبر 1844 | 10 مارس 1863   | 22 يناير 1901 صعود الزوج  | 9 أغسطس 1902  | 6 مايو 1910 وفاة الزوج   | 20 نوفمبر 1925 | كنيسة القديس جورج | إدوارد السابع    |
|        |        | الأميرة ماري من تيك               | الأب: فرانتس دوق تيك الأم: ماري أديلايد من كامبريدج                                   | 26 مايو 1867  | 6 يوليو 1893   | 6 مايو 1910 صعود الزوج    | 22 يونيو 1911 | 20 يناير 1936 وفاة الزوج | 24 مارس 1953   | كنيسة القديس جورج | جورج الخامس      |
|        |        | ليدى إليزابيث باوز ليون           | الأب: كلود باوز-ليون، إيرل ستراثمور وكينغهورن الرابع عشر الأم: سيسيليا كافنديش-بنتينك | 4 أغسطس 1900  | 26 أبريل 1923  | 11 ديسمبر 1936 صعود الزوج | 12 مايو 1937  | 6 فبراير 1952 وفاة الزوج | 30 مارس 2002   | كنيسة القديس جورج | جورج السادس      |
|        |        | الأمير فيليب من اليونان والدنمارك | الأب: أندرو من اليونان والدنمارك الأم: أليس من باتنبرغ                                | 10 يونيو 1921 | 20 نوفمبر 1947 | 6 فبراير 1952 صعود الزوجة | غير متوج      | 9 أبريل 2021             | 9 أبريل 2021   | كنيسة القديس جورج | إليزابيث الثانية |
|        |        | كاميلا شاند                       | الأب: بروس شاند الأم: روزاليند كوبيت                                                  | 17 يوليو 1947 | 9 أبريل 2005   | 8 سبتمبر 2022 صعود الزوج  | 6 مايو 2023   | -                        | -              |                   | تشارلز الثالث    |